# La Cucaracha (musikalbum)
La Cucaracha är det amerikanska rockbandet Weens nionde studioalbum, släppt den 23 oktober 2007. En singel släpptes från albumet, "Your Party". Trots att albumet släpptes 2007 är det bandets senaste studioalbum.
AllMusic kritikern Stephen Thomas Erlewine gav albumet 4 av 5 i betyg.

## Låtlista
Alla låtar skrevs av Ween.
1. "Fiesta" - 2:13
2. "Blue Balloon" - 3:51
3. "Friends" - 4:06
4. "Object" - 2:36
5. "Learnin' to Love" - 2:24
6. "With My Own Bare Hands" - 2:45
7. "The Fruit Man" - 4:00
8. "Spirit Walker" - 3:21
9. "Shamemaker" - 2:38
10. "Sweetheart" - 3:15
11. "Lullaby" - 3:20
12. "Woman and Man" - 10:48
13. "Your Party" - 4:08

Bonuslåt på Itunes version
14. "Bag of Fat" - 2:36